# Petalura ingentissima
Petalura ingentissima là loài chuồn chuồn trong họ Petaluridae. Loài này được Tillyard mô tả khoa học đầu tiên năm 1908.